# ピュンピュン丸
『ピュンピュン丸』（ピュンピュンまる）は、つのだじろうの漫画『忍者あわて丸』（にんじゃあわてまる）（少年画報社の『週刊少年キング』連載）を原作とした東映動画製作のカラーテレビアニメである。1967年7月3日から同年9月18日、および1969年12月29日から1970年3月30日までNET（現：テレビ朝日）系列で放送されていた。
全26話だが、本放送時には第12話まで放送したところで一旦打ち切られ、2年あまりの休止期間が挿まれた。

## 解説
第1期の放送に合わせ、つのだ自身による同名の漫画作品が『週刊少年キング』に1967年26号から同年44号まで連載された。『忍者あわて丸』は虫プロ商事から虫コミックスレーベルで、双葉社からパワァコミックスレーベルで、青林堂から青林堂オンデマンドレーベルで単行本化されたが、『ピュンピュン丸』名義の作品は単行本化されていない。

## あらすじ
あらゆるトラブルを解決する「なんでもOK事務所」の所員で忍者のピュンピュン丸とその弟のチビ丸が、さまざまなトラブルを解決する様を描く。忍者や侍のいる時代が舞台であるが、近代兵器や怪獣やサイボーグなども登場する。

## 題名の誤解
第2期放送時の新聞番組表でのタイトル表記が「花のピュンピュン丸」となっていた。1970年代に発行された文献においても、タイトルが「花のピュンピュン丸」となっているものが多数存在する。
一方、1980年代後半になると、文献などでのタイトル表記が「ピュンピュン丸」で統一されるようになり、本作を収録したDVDも「ピュンピュン丸」の名でリリースされている。ただし、現在でも「花のピュンピュン丸」と呼称している人及びメディアも存在する。

## 登場人物

### なんでもOK事務所
ピュンピュン丸
声 - 田上和枝
主人公。略称ピュン丸。丸い耳飾の付いた赤黄の横縞模様の頭巾と、ミニ丈のワンピースに見える赤い装束が特徴。甲賀流の忍者であり、野球忍法の使い手で腕が強いがおっちょこちょい。主な武器は腰に挿したけん玉。本来惚れてはいけない立場であるさゆりの事が大好きだが、自分にゾッコンのケメ子によく妨害されている。「キビシーッ!」というセリフは主題歌担当である財津一郎のギャグ。
なお、原作漫画では白い普通の忍者服で、野球忍法の使い手だけに背番号「3」を付けている。
チビ丸
声 - 加藤みどり
ピュンピュン丸の弟。原作に忠実な白いダブダブの忍者服に赤いマスクがトレードマーク。「ビエー」という擬声語付きの泣き声（忍法鼓膜破り）であらゆるものを破壊するが、事務所の中では常識人。口癖は「〜だもん」。
所長
声 - 八奈見乗児
「なんでもOK事務所」の所長。事務所の資金繰りに窮しているものの、請け負った仕事をピュンピュン丸とチビ丸に任せ、自身は昼寝をしているか忍者テレビで行動を監視していることが多い。意外にも剣の腕が立ち、大怪獣を一撃で倒したことがある（第4話）。また、髭を指のように動かせる。

### その他の主要人物
ケメ子
声 - 曽我町子
庶民の少女。髪型はおかっぱなのだが、前髪が長過ぎてお椀を被って目だけ出しているように見える。
ピュンピュン丸が好きで、その為に自身も毎回騒動に巻き込まれるが、精神的に強い上に怪力の持ち主で、決して挫けることがない。
さゆり
声 - 白石冬美
美貌の伊賀忍者。赤の忍者服を着ており、お色気忍術で敵を倒す。風魔一族から狙われている。ピュンピュン丸の憧れの人だが、当初は彼に対して反応が鈍かった。次第にピュンピュン丸の活躍を見て想いを寄せるようになり、彼が他の女性から言い寄られると露骨にやきもちを焼くようになる。
風魔一族
甲賀流OK事務所の引き受けた仕事を妨害する。財力があり、ロボットや飛行機などを作る科学力も持つ。
フーマン（風魔一族の頭領）
声 - 大竹宏、北川国彦（第14話）
OK所長と正反対のタイプで自ら陣頭指揮を執り、不平不満を並べ立てる部下達を鼓舞する。
ダラポン（一族の中忍）
声 - 富田耕吉、北川国彦（第11話）
配下の中心格で肉体派。さゆりに変装してピュンピュン丸を騙すこともある。かなりの食いしん坊。
アリャリャン（同上）
声 - 永井一郎
ダラポンと行動を共にする。武術は不得意で口が悪い。
コリャリャン（同上）
声 - はせさん治
風魔配下の中では一番小柄。変装を得意とする。
ミミズク忍者
声 - 八代駿（第11話）、田の中勇（第14話）
夜目が効き、空を飛べる。
発明ちゃん（同上）
声 - 永井一郎（第14話）
風魔の発明・開発部門担当。プライドが高い。
さゆり、所長、ケメ子は登場しない回が稀にあるが、エンディングでは毎回クレジットされている。

## スタッフ
- 企画 - 江藤昌治、大沼克之、宮崎慎一 （NET）
- 原作 - つのだじろう （『忍者あわて丸』週刊少年キング連載）
- 音楽 - 小川寛興
- 作画 - 高橋春男、大橋学、鈴木康彦 他
- 撮影 - 池田重好、高梨洋一、不破孝喜、寺田孝、山根恵、管谷正昭、杉本永一、杉田清美
- 編集 - 鈴木亮、井関保雄
- 録音 - 神原広巳、荒川文雄、石井幸夫
- 効果 - 大平紀義
- 記録 - 関口泰子、関根絹代、竹部ヒサ子、的場節代、池田紀代子、前野美代子、河島利子
- 演出助手 - 大谷恒清、宮崎一哉、神谷興一、川田武範、大網郁夫、山吉康夫、上島昭男、山形良治、山口秀憲、蕪木登喜司、佐藤文造
- 製作進行 - 菅原吉郎、館浩二、武田嘉昭、大野清、田口矩、竹村璋三、堤四四三、石黒輝房、秋庭勝彦
- 現像 - 東映化学工業株式会社
- 製作 - 東映動画（現・東映アニメーション）

## 主題歌
オープニング「ピュンピュン丸の歌」
作詞 - つのだじろう / 作曲 - 小川寛興 / 歌 - 財津一郎
エンディング「風といっしょに」
作詞 - つのだじろう / 作曲 - 小川寛興 / 歌 - 前川陽子

## 各話リスト

### 第1期 (1967年)
| 話 | 放送日        | サブタイトル               | 脚本                 | 演出       | 作画監督   | 美術     |
| -- | ------------- | -------------------------- | -------------------- | ---------- | ---------- | -------- |
| 1  | 1967年 7月3日 | 変な怪人三面相             | 吉野次郎             | 山口康男   | 我妻宏     | 福本智雄 |
| 2  | 7月10日       | ガッポリいただき           | 中根芳明             | 茂野一清   | 生頼昭憲   | 福本智雄 |
| 3  | 7月17日       | 怪獣ゴロゴロン             | 浜田稔               | 勝間田具治 | 窪詔之     | 福本智雄 |
| 4  | 7月24日       | 風雲ポンコツ山             | 木村長門             | 新田義方   | 高橋信也   | 横井三郎 |
| 5  | 7月31日       | とんでもない奴             | 浦川けんじ、雪室俊一 | 田宮武     | 落合道正   | 横井三郎 |
| 6  | 8月7日        | あんみつ剣士 危機だらけ    | 吉野次郎             | 高見義雄   | 木村圭市郎 | 福本智雄 |
| 7  | 8月14日       | ドテドテ怪獣騒動           | 浜田稔               | 芹川有吾   | 高橋信也   | 横井三郎 |
| 8  | 8月21日       | 猫ふんじゃった             | エンリコ・トリゾーニ | 白根徳重   | 生頼昭憲   | 横井三郎 |
| 9  | 8月28日       | ドテドテサイボーグ作戦     | 林正夫               | 新田義方   | 細田暉雄   | 福本智雄 |
| 10 | 9月4日        | かっこいい七色頭巾         | 雪室俊一             | 村山鎮雄   | 若林哲弘   | 横井三郎 |
| 11 | 9月11日       | 爆弾ちゃんは大嫌い         | 安藤豊弘             | 高見義雄   | 木村圭市郎 | 千葉秀雄 |
| 12 | 9月18日       | てんぐのお鼻はナゼナゼ低い | エンリコ・トリゾーニ | 芹川有吾   | 高橋信也   | 福本智雄 |

### 第2期 (1969年)
| 話 | 放送日          | サブタイトル           | 脚本                 | 演出       | 作画監督   | 美術     |
| -- | --------------- | ---------------------- | -------------------- | ---------- | ---------- | -------- |
| 13 | 1969年 12月29日 | ケメ子の子守歌         | 林正夫               | 茂野一清   | 我妻宏     | 横井三郎 |
| 14 | 1970年 1月5日   | 史上サイテーの作戦     | 安藤豊弘             | 田宮武     | 窪詔之     | 横井三郎 |
| 15 | 1月12日         | 大福騒動               | エンリコ・トリゾーニ | 新田義方   | 生頼昭憲   | 横井三郎 |
| 16 | 1月19日         | お化けが出たよーん     | 須藤圭介             | 宮崎一哉   | 我妻宏     | 千葉秀雄 |
| 17 | 1月26日         | 怪獣ちゃんを捨てないで | 後藤陽               | 山口康男   | 国保誠     | 千葉秀雄 |
| 18 | 2月2日          | 戦争ちゃんと平和ちゃん | 雪室俊一             | 勝間田具治 | 落合道正   | 福本智雄 |
| 19 | 2月9日          | ニコニコ忍者ダヨ〜ン   | 雪室俊一             | 真野好央   | 窪詔之     | 福本智雄 |
| 20 | 2月16日         | ショウジキ泥棒ちゃん   | てるた順             | 村山鎮雄   | 若林哲弘   | 横井三郎 |
| 21 | 2月23日         | ドテドテ救出作戦       | 浜田稔               | 白根徳重   | 落合道正   | 横井三郎 |
| 22 | 3月2日          | 金のタマゴだヨーン     | エンリコ・トリゾーニ | 山口康男   | 木村圭市郎 | 福本智雄 |
| 23 | 3月9日          | どっちもどっち         | 鈴木良武             | 勝間田具治 | 窪詔之     | 千葉秀雄 |
| 24 | 3月16日         | こちらお天気110番      | 雪室俊一             | 白根徳重   | 落合道正   | 福本智雄 |
| 25 | 3月23日         | 野球忍者と海賊ちゃん   | 吉野次郎             | 宮崎一哉   | 我妻宏     | 福本智雄 |
| 26 | 3月30日         | 怪盗スルメイカ衛門     | 浜田稔               | 芹川有吾   | 木村圭市郎 | 横井三郎 |

## 前後番組
| NET系列 月曜 19:30 - 20:00                        | NET系列 月曜 19:30 - 20:00                                 | NET系列 月曜 19:30 - 20:00                                            |
| 前番組                                            | 番組名                                                     | 次番組                                                                |
| ------------------------------------------------- | ---------------------------------------------------------- | --------------------------------------------------------------------- |
| 演芸まんがショー （1967年4月3日 - 1967年6月26日） | ピュンピュン丸（第1期） （1967年7月3日 - 1967年9月18日）   | おれの太陽 ↓ 涙の栄冠馬・おれの太陽 （1967年9月25日 - 1968年3月24日） |
| 宇宙忍者ゴームズ （1969年8月18日 - 12月22日）     | ピュンピュン丸（第2期） （1969年12月29日 - 1970年3月30日） | チキチキマシン猛レース （1970年4月6日 - 1970年7月27日）               |